# Durfort, Tarn
Durfort är en kommun i departementet Tarn i regionen Occitanien i södra Frankrike. Kommunen ligger i kantonen Dourgne som tillhör arrondissementet Castres. År 2022 hade Durfort 253 invånare.

## Befolkningsutveckling
Antalet invånare i kommunen Durfort
| Referens: INSEE |